# Estádio Municipal da Póvoa de Varzim
O Estádio Municipal da Póvoa de Varzim é um estádio localizado no Parque da Cidade da Póvoa de Varzim em Portugal. O estádio está apto a receber  jogos de futebol a nível profissional, mas também para treinos e desportos populares, por clubes amadores e grupos de cidadãos que o podem alugar. Recentemente, a pista de atletismo perdeu a sua homologação, o que significa que não pode receber competições oficiais, devido à fissuras existentes e também pela falta de material (gaiola de lançamentos - que devido à falta de uso acabou por apodrecer, o que impossibilita que os atletas treinem lançamentos longos, algo estranho pois é uma cidade que tem bons lançadores.) 
O projecto do Estádio Municipal é uma colaboração do Arquitecto Victor Mogadouro, autor dos projectos dos edifícios, com Sidónio Pardal, arquitecto paisagístico. Inserido no manto verde do parque da cidade, o estádio é composto por apenas uma bancada poente com capacidade para 1050 espectadores sentados. A bancada encontra-se coberta por uma pala. Junto à bancada, pelo sul, existe uma torre de três pisos. O estádio é rodeado por pequenos montes com vegetação e um muro rústico de pedra granítica para protecção. Na frente do estádio encontra-se o parque de estacionamento com capacidade para 200 carros e dois autocarros, apoiado pelo parque de estacionamento do parque de lazer do Parque da Cidade com capacidade para 270 viaturas.
O campo de futebol é em relva natural, com 105 m x 68 m e a pista de atletismo, oficial com 400 metros, possui oito corredores em pavimento sintético (Sportflex). O estádio possui valências, tais como posto médico, sala de imprensa, ginásio com 60 metros quadrados, sanitários públicos e bar com vista panorâmica sob o estádio. Anexos ao estádio, encontram-se campos de futebol de relva sintética, muito usados pelas equipas juvenis dos clubes de futebol amadores do município.